# 13 jours, 13 nuits
 (juillet 2025).
Si vous disposez d'ouvrages ou d'articles de référence ou si vous connaissez des sites web de qualité traitant du thème abordé ici, merci de compléter l'article en donnant les références utiles à sa vérifiabilité et en les liant à la section « Notes et références ».
Pour plus de détails, voir Fiche technique et Distribution.
13 jours, 13 nuits est un film français réalisé par Martin Bourboulon et sorti en 2025. Il s'agit d'une adaptation de l'ouvrage autobiographique 13 jours, 13 nuits dans l’enfer de Kaboul de Mohamed Bida, publié en 2022, qui revient sur l'exfiltration de centaines de personnes de l'ambassade de France en Afghanistan, lors de la chute de Kaboul en août 2021.

## Synopsis
Le 15 août 2021, Kaboul tombe face à l'offensive des talibans ; tandis que les troupes américaines organisent leur retrait, des milliers de Kaboulis redoutent ce que serait pour eux un pouvoir taliban, et cherchent à prendre pied à l'ambassade de France, la dernière ambassade occidentale qui n'ait pas été évacuée. Les Français qui s'y trouvent encore espèrent bien pouvoir, avec peut-être les Afghans qui voudraient les suivre, atteindre l'aéroport de Kaboul, où se trouvent déjà l'ambassadeur David Martinon et quelques diplomates. Le commandant Mohamed Bida (Roschdy Zem) est l'officier de police de l'ambassade qui va, avec ses hommes, s'efforcer d'assurer la sécurité de tous. Il engage, avec les talibans qui entourent l'ambassade, une négociation pour qu'un convoi d'autobus puisse être mis en place et les transporter jusqu'à l'aéroport. La jeune Eva (Lyna Khoudri), une humanitaire franco-afghane qui maîtrise les deux langues,, va l'aider. Dans le convoi qui finit par partir vers l'aéroport, une journaliste américaine (Sidse Babett Knudsen) accompagne la mère d'Eva et d'autres Afghans qui espèrent gagner bientôt la France.

## Fiche technique
Sauf indication contraire, les informations mentionnées dans cette section peuvent être confirmées par la base de données cinématographiques IMDb,  présente dans la section « Liens externes ».
- Titre original : 13 jours, 13 nuits
- Réalisation : Martin Bourboulon
- Scénario : Martin Bourboulon et Alexandre Smia, d'après 13 jours, 13 nuits dans l’enfer de Kaboul de Mohamed Bida
- Musique : Guillaume Roussel
- Décors : Mobsitte Saad et Stéphane Taillasson
- Costumes : Sandrine Bernard
- Photographie : Nicolas Bolduc
- Montage : Stan Collet
- Production : Dimitri Rassam et Ardavan Safaee
- Producteur délégué : Frantz Richard
- Sociétés de production : Pathé Films et Chapter 2
- Société de distribution : Pathé Distribution (France)
- Budget : 27,5 millions d'euros
- Pays de production :  France
- Langues originales : français, anglais
- Format : couleur
- Genre : guerre, drame, biographique, historique
- Durée : 112 minutes
- Date de sortie[4] : 
  - France : 23 mai 2025 (Festival de Cannes)
  - France : 27 juin 2025[5] (sortie nationale)

## Distribution
- Roschdy Zem : commandant Mohamed Bida
- Lyna Khoudri : Eva
- Sidse Babett Knudsen : la journaliste Kate
- Christophe Montenez : Martin
- Yan Tual : JC
- Jean-Claude Muaka : Roméo
- Nicolas Bridet : l'ambassadeur David Martinon
- Shoaib Saïd : Nangialay
- Sina Parvaneh : le général Sediqi
- Athena Strates : Nicole Gee
- Luigi Kröner : Dom
- Fatima Adoum : Amina
- Sayed Hashimi : Haidar
- Avant Strangel : le général Grant
- Benjamin Hicquel : Stéphane Raid
- Grégoire Leprince-Ringuet : le responsable de la cellule de crise à l'Élysée

## Production
En octobre 2022, il est annoncé que Roschdy Zem sera la tête d'affiche d'un film adapté du récit autobiographique 13 jours, 13 nuits, dans l'enfer de Kaboul du commandant Mohamed Bida, publié un mois plus tôt. Il est précisé que le film sera produit par Pathé et Chapter 2 (groupe Mediawan), réalisé par Martin Bourboulon et tourné en anglais et en français.
Le réalisateur précise alors : « Quand j’ai lu le livre, j'ai directement imaginé une plongée vertigineuse dans la chute de Kaboul, mais aussi une immersion dans les strates les plus intimes de ce héros unique des temps modernes. »
Le tournage débute le 20 mai 2024. Il se déroule au Maroc, notamment à Casablanca,,. Martin Bourboulon annonce la fin des prises de vues le 3 août 2024.

## Sortie et accueil
La sortie du film en salles est programmée pour le 27 juin 2025.

### Box-office
| Pays ou région | Box-office      | Date d'arrêt du box-office | Nombre de semaines |
| -------------- | --------------- | -------------------------- | ------------------ |
| France         | 454 631 entrées | en cours                   | 6                  |
| Total mondial  |                 | -                          | -                  |

## Sélection
- Festival de Cannes 2025 : sélection officielle, hors compétition

## Autour du film
- Le personnage d'Eva (Lyna Khoudri) est fictif. L'interprète qui a assisté Mohamed Bida dans ses négociations avec les talibans et trouvé les véhicules nécessaires pour l'exfiltration qui ne pouvait déjà plus se faire en hélicoptère entre l'ambassade de France et l'aéroport de Kaboul est Wali Mohammadi, juriste et traducteur franco-afghan. Il évoque cette négociation dans le documentaire Kaboul Chaos adapté du livre de l'ambassadeur de France à Kaboul David Martinon, Les 15 jours qui ont fait basculer Kaboul, et le commandant Bida en fait le récit dans son livre, 13 jours, 13 nuits dans l'enfer de Kaboul[14],[15],[16],[17],[18].

- Le sigle « SEMA » au-dessus de son nom sur le gilet pare-balles de l'ambassadeur de France David Martinon (Nicolas Bridet) est l'acronyme utilisé pour désigner « Son Excellence Monsieur l'Ambassadeur »[19].